# Hatten Schuyler Yoder
Hatten Schuyler Yoder Jr. (Cleveland, 20 de março de 1921 — Bethesda (Maryland), 2 de agosto de 2003) foi um geólogo norte-americano.
Formou-se pela Universidade de Chicago em 1949 e obteve um Ph.D. no Instituto Tecnológico de Massachusetts. Foi diretor do laboratório geofísico da Instituição Carnegie de Washington.
Foi um  pioneiro no campo da petrologia e geoquímica experimental moderna. Desenvolveu pesquisas que permitiram uma compreensão dos processos físico-quimicos envolvidos na formação das rochas ígneas.
Foi membro de várias associações científicas, entre elas a Sociedade Geológica de Londres, onde recebeu a  Medalha Wollaston em 1979. Foi também laureado com a Medalha Arthur L. Day em 1962 pela Sociedade Geológica dos Estados Unidos e com a Medalha Roebling em 1992 pela Sociedade Mineralógica dos Estados Unidos.